# Keiko Agena
Christine Keiko Agena (* 3. Oktober 1973 in Honolulu, Hawaii) ist eine US-amerikanische Schauspielerin, die ihren Durchbruch mit der Serie Gilmore Girls erzielte.

## Leben und Karriere
Angefangen hat Keiko Agena im Alter von zehn Jahren auf einer kleinen Theaterbühne. Sie entdeckte ihr Talent und begann – unterstützt von ihren Eltern – an Vorsprechen teilzunehmen und in Theaterstücken mitzuwirken.
Nach ihrem Highschoolabschluss studierte Agena Drama am Whitman College in Walla Walla (Washington). 1993 hatte sie einen Gastauftritt in der Serie Renegade – Gnadenlose Jagd. Danach folgten Rollen in Emergency Room – Die Notaufnahme (1998), Beverly Hills, 90210 (1999) und von 1999 bis 2000 in Felicity. Im Jahr 2000 sprach sie schließlich erfolgreich für die Gilmore Girls vor. Trotz ihres Alters – sie war damals 26 Jahre alt (das Alter der Filmfigur zu Beginn der Serie: ca. 16 Jahre) – brachte sie alle Voraussetzungen für die Rolle der Lane Kim mit. Serienerfinderin Amy Sherman-Palladino mochte ihre „Furchtlosigkeit, gemischt mit Intelligenz, Charme und Energie“, weshalb sie die Rolle letztendlich bekam. Auch bei den Kritikern schnitt sie gut ab. 2002 gewann sie den Young Artist Award als beste Nebendarstellerin in einer Serie. 2007 war sie in einer Folge der Serie Private Practice zu sehen. 2011 spielte sie in Dr. House die Rolle der Dr. Cheng und war bei Transformers 3 die Assistentin von Charlotte Mearing. Weitere Film- und Fernsehrollen folgten, wobei der Schwerpunkt auf Serien liegt. So war sie u. a. 2016 in Gilmore Girls: Ein neues Jahr zu sehen, seit 2019 spielt sie in Prodigal Son mit. Ihr Schaffen umfasst mehr als 60 Produktionen.
Agena ist seit dem 19. Dezember 2005 mit Shin Kawasaki verheiratet.

## Filmografie (Auswahl)
- 1993: Renegade – Gnadenlose Jagd (Renegade, Fernsehserie, Folge 1x14)
- 1995: Drohung aus dem Dunkeln (Terror in the Shadows, Fernsehfilm)
- 1998: Hundred Percent
- 1998, 2009: Emergency Room – Die Notaufnahme (ER, Fernsehserie, 2 Folgen)
- 1999: Beverly Hills, 90210 (Fernsehserie, Folge 9x25)
- 2000: Felicity (Fernsehserie, 3 Folgen)
- 2000–2007: Gilmore Girls (Fernsehserie, 102 Folgen)
- 2001: The Nightmare Room (Fernsehserie, 2 Folgen)
- 2001: Strong Medicine: Zwei Ärztinnen wie Feuer und Eis (Strong Medicine, Fernsehserie, Folge 2x09)
- 2002: Tomato and Eggs (Kurzfilm)
- 2003: Red Thread (Kurzfilm)
- 2003: Western Avenue (Kurzfilm)
- 2003: Cats and Mice
- 2003–2007: Kim Possible (Fernsehserie, 4 Folgen, Stimme)
- 2004: The Perfect Party
- 2004: Law & Order: Justice Is Served (Videospiel, Stimme)
- 2004: Hair Show
- 2006: Without a Trace – Spurlos verschwunden (Without a Trace, Fernsehserie, Folge 4x14)
- 2006: Chances Are
- 2007: Private Practice (Fernsehserie, Folge 1x08)
- 2008: Major Movie Star (Private Valentine: Blonde & Dangerous)
- 2009: (K)ein bisschen schwanger (Labor Pains)
- 2010: Castle (Fernsehserie, Folge 2x16 Die Domina schlägt immer zweimal zu)
- 2010: Dr. House (House, Fernsehserie, Folge 7x05)
- 2010: Road Rage (Kurzfilm)
- 2011: I Hate L.A.
- 2011: Transformers 3 (Transformers: Dark of the Moon)
- 2012: Beautiful People (Fernsehfilm)
- 2012: Lil Tokyo Reporter (Kurzfilm)
- 2012: Scandal (Fernsehserie, Folge 2x08)
- 2013: Shameless (Fernsehserie, 3 Folgen)
- 2013: LearningTown (Fernsehserie, 9 Folgen)
- 2013–2014: Twisted (Fernsehserie, 2 Folgen)
- 2014: Me + Her (Kurzfilm)
- 2016: Gilmore Girls: Ein neues Jahr (Gilmore Girls: A Year in the Life, Miniserie, 4 Folgen)
- 2017–2018: Tote Mädchen lügen nicht (13 Reasons Why, Fernsehserie, 7 Folgen)
- 2017: Colony (Colony, Fernsehserie, 3 Folgen)
- 2017 Navy CIS: L.A. (Fernsehserie, Folge 8x18)
- 2018, 2020: Better Call Saul (Fernsehserie, 5 Folgen)
- 2018: The First (Fernsehserie, 6 Folgen)
- 2018: This Close (Fernsehserie, 2 Folgen)
- 2018–2019: Dirty John (Fernsehserie, 4 Folgen)
- 2019–2021: Prodigal Son – Der Mörder in Dir (Prodigal Son, Fernsehserie)
- 2020: Central Park (Fernsehserie, Folge 1x09, Stimme)
- 2020: Rise of the Teenage Mutant Ninja Turtles (Fernsehserie, Folge 2x13, Stimme)
- 2022: Doom Patrol (Fernsehserie, 1 Folge)
- 2025: The Residence (Streamingserie, 3 Folgen)